# Сверхличностная модель коммуникации
Сверхличностная (гиперперсональная) модель коммуникации — одна из теоретических моделей компьютерно-опосредованного межличностного общения, разработанная в 1996 году в работе американского профессора коммуникационных технологий Джозефа Вальтера (англ. Joseph Walther) «Компьютерно-опосредованная коммуникация: безличное, межличностное и сверхличностное взаимодействие». Данная модель предполагает трансформацию обычной межличностной коммуникации в более эффективную и развитую форму человеческого общения под влиянием новых компьютерных технологий.

## Теория сверхличностного взаимодействия
Модель предполагает, что сверхличностное общение позволит достичь более качественного уровня взаимодействия, чем при традиционной коммуникации.
Согласно Вальтеру, компьютерно-опосредованная коммуникация приобретает сверхличностную природу, выходя за границы обычного межличностного взаимодействия благодаря новым возможностям, которые предлагает этот тип коммуникации. Совокупность возможностей средств массовой коммуникации, социальных явлений и психологических процессов может привести к тому, что эта коммуникация становится  «сверхличностной», то есть превосходит по своим качествам взаимодействие «один на один». Сверхличностная модель подразумевает, что агенты коммуникации испытывают более сильные чувства и эмоции, общаясь с помощью новых средств связи, так как они находятся в более благоприятных условиях, нежели те, кто используют традиционные методы коммуникации. Благоприятные условия определяются тем, что отправитель сообщения через компьютерную сеть может более обдуманно выбирать или редактировать свою манеру поведения, другими словами, представлять себя перед другими участниками коммуникации лучше, чем он есть в реальности. У виртуальных собеседников есть возможность участвовать в анонимных социальных интеракциях, фантазировать с обратной связью; они обладают исключительной возможностью поиска того собеседника, который бы полностью удовлетворял их любым критериям.
В этом и проявляется преимущество сверхличностного общения перед простым межличностным. Основными плюсами сверхличностной модели коммуникации также являются уменьшение количества невербальных сигналов и относительная свобода во времени для принятия решений. Уменьшение количества невербальных сигналов способствует лучшему восприятию получателем сообщения образа его отправителя и способствует идеализированному представлению отправителя. Вальтер предлагает основательный подход к сверхличностной модели в рамках компьютерно-опосредованной коммуникации, выделяя агентов и элементы коммуникации, а именно: отправителя, получателя, канал передачи информации и обратную связь.

## Элементы

### Получатели сообщения
Согласно теории Вальтера, получатели — это лица, воспринимающие сообщения, которые имеют идеализированное представление об отправителе сообщения. При «живом» общении получатели могут быть очень чувствительны даже к самым незначительным невербальным сигналам (манера говорить, жесты, внешний вид). Часто эти сигналы мешают восприятию, так как в первую очередь при общении люди обращают внимание на внешние признаки, концентрируясь на форме, а не на внутреннем содержании собеседника. Сверхличностной модель общения позволяет минимизировать количество невербальных сигналов, мешающих восприятию. Таким образом, люди, находящиеся в компьютерно-опосредованном диалоге, могут создать лучшее впечатление друг о друге. Отсутствие этих личностных характеристик также позволяет получателю сообщения заполнить эти пробелы самому. Таким образом, он сам создает образ личности, с которой общается.

### Отправители сообщения
Отправитель имеет больше возможностей для регулирования самопрезентации. Сверхличностная модель дает отправителю широкие возможности для самоконтроля, для анализа своих действий, для планирования и для маневра в процессе общения. У отправителя больше времени на обдумывание сообщения и на отбор коммуникативных сигналов, тогда как время реакции при общении «один на один» гораздо меньше. Если при личном «живом» взаимодействии человек должен практически сразу реагировать на тот или иное действие партнера, то при компьютерно-опосредованной коммуникации у него больше возможностей для выбора альтернативного поведения. Таким образом, отправитель формирует свой онлайн-имидж в соответствии со своими потребностями.

### Отсутствие фиксированных временных рамок
В сверхличностной модели коммуникации происходит ослабление временных ограничений, допускающих несинхронный режим общения. Отсутствие фиксированных временных рамок предполагает возможность участия индивида в коммуникационной деятельности в тот момент, когда ему это удобно. Участники коммуникационного процесса устанавливают временные рамки по своему усмотрению, что позволяет им управлять отношениями внутри группы более эффективно, потенциально увеличивая количество контактов.

### Обратная связь
Обратная связь между получателем и отправителем сообщения является важной составляющей коммуникационного процесса. В рамках сверхличностной модели коммуникации, когда уровень невербальных сигналов минимизирован, наладить обратную связь, то есть создать взаимный контакт получателя и отправителя сообщения, проще. Вальтер утверждает, что при сверхличностной коммуникации люди ведут себя в соответствии с тем, что от них ожидают в ответ. Таким образом установление доверительного контакта происходит быстрее и проще, чем при общении «один на один».

## Критика
Джойс Ламерикс (англ. Joyce Lamerichs) и Хедвиг Молдер (англ. Hedwig F. M. Te Molder), ученые с кафедры коммуникационных процессов в Вагенингенском университете предлагают использовать альтернативный подход для оценки значения межличностного общения в условиях компьютерно-опосредованной коммуникации.
Ученые утверждают, что традиционные исследования, опирающиеся на индивидуальные и когнитивные рамки, не учитывают каждодневное восприятие участниками процесса коммуникации медиа и их характеристик. Опираясь на теоретическую модель социальной идентичности, они попытались заново изучить взаимодействие в «Сети», уделив отдельное внимание депрессивным форумам. Их исследования показали, что самоидентификация участников не совсем отражает их внутренний мир, хотя и представляет собой полноправный способ самовыражения.
В другом исследовании, проведенном доктором Соней Утз (англ. Sonja Utz), под названием «Обработка социальной информации в МПМ: Развитие дружеских отношений в виртуальном мире», был обнаружен высокий уровень скептицизма среди участников, когда дело касалось компьютерно-опосредованной коммуникации. Исследование опиралось на теорию обработки социальной информации.
Существует еще одно исследование, проведенное американскими учеными Брэдли Окди, Розанной Гуаданно, Фрэнком Берньери и др. На основании собранных данных, исследователи утверждают, что Вальтер переоценивает значение отсутствия невербальных сигналов. Напротив, по их мнению, эти невербальные сигналы, как и физические характеристики собеседников, помогают произвести верное впечатление на участников коммуникации, а также позволяют управлять этим впечатлением. Кроме того, отсутствие невербальных сигналов приводит к тому, что общение с помощью новых технологий становится менее эмоциональным и поэтому проигрывают простому межличностному общению «один на один», так как у этого формата есть больше средств, которые помогают произвести более положительное впечатление одного собеседника на другого.